# Jesus Christ Superstar (film)
Jesus Christ Superstar is een Amerikaanse film van Norman Jewison (1973) en een verfilming van de gelijknamige rockopera over de laatste weken van Jezus. De film kreeg een Oscar-nominatie. Ted Neeley werd in 1974 genomineerd voor een Golden Globe Award voor zijn vertolking van Jezus.
De film werd over het algemeen goed ontvangen, ondanks kritiek van enkele religieuze groeperingen.

## Productiegeschiedenis
Tijdens de filmopnames van Fiddler on the Roof stelde Barry Dennen (die de rol van Pilatus gezongen had op de originele lp) Norman Jewison voor om de musical Jesus Christ Superstar te verfilmen. Nadat Jewison de lp gehoord had stemde hij in.
De film werd in 1973 opgenomen in Israël (onder meer in de Negev-woestijn, bij de ruïnes van Avdat en bij de Dode Zee). In de film speelden voornamelijk acteurs van de Broadway-show, met Ted Neeley en Carl Anderson als respectievelijk Jezus en Judas. In de Broadway-versie speelde Neeley al een verslaggever en een melaatse en was hij de invaller voor de rol van Jezus. Dennen en ook Yvonne Elliman (Maria Magdalena) en Bob Bingham (Kajafas) vertolkten in de film dezelfde rollen als op Broadway. Jewison wilde dat Deep Purple-zanger Ian Gillan, die Jezus speelde op de lp, ook in de film de rol van Jezus zou vertolken, maar die bedankte voor de eer omdat hij met zijn band op tournee was.
Net als de toneelversie leidde de film tot protesten. Zo bestormde een religieuze groepering een theater in Zuid-Amerika waar de film draaide.
Sommige liedteksten werden voor de film veranderd, enerzijds om de kwaliteit te verhogen (Hosanna en The Temple) en anderzijds om het voor een christelijk publiek wat acceptabeler te maken. In de originele versie zei Jezus tegen een groep bedelaars die hem bestormde "Genees jezelf!"; in de film werd dat "Laat me met rust!". In het verhoor door Pilatus zei Jezus "Ik zou het weten als er ergens een koninkrijk voor me zou zijn"; de originele tekst heeft enkel "Als ik het wist". Een andere belangrijke verandering was de tussenvoeging van een compleet nieuw lied (Then We Are Decided (Wij Hebben Besloten)), waarin de problemen en angsten van Annas en Kajafas tegen Jezus beter uitkwamen. Deze laatstgenoemde veranderingen werden weer geschrapt bij latere producties en opnames.

## Rolverdeling
| Acteur            | Personage       |
| ----------------- | --------------- |
| Ted Neeley        | Jezus Christus  |
| Carl Anderson     | Judas Iskariot  |
| Yvonne Elliman    | Maria Magdalena |
| Barry Dennen      | Pontius Pilatus |
| Bob Bingham       | Kajafas         |
| Josh Mostel       | Herodes Antipas |
| Kurt Yahgjian     | Annas           |
| Philip Toubus     | Petrus          |
| Larry T. Marshall | Simon           |

## Filmmuziek
De muziek van de film werd in 1973 uitgebracht op vinyl door MCA Records. In 1993 en in 1998 werd de filmmuziek op cd gezet.
Kant een
- Overture – 5:26
- Heaven on Their Minds – 4:22
- What's the Buzz? – 2:30
- Strange Things Mystifying – 1:50
- Then We Are Decided – 2:32
- Everything's Alright – 3:36
- This Jesus Must Die – 3:45

Kant twee
- Hosanna – 2:32
- Simon Zealotes – 4:28
- Poor Jerusalem – 1:36
- Pilate's Dream – 1:45
- The Temple – 5:26
- I Don't Know How to Love Him – 3:55
- Damned for All Time / Blood Money – 4:37

Kant drie
- The Last Supper – 7:12
- Gethsemane (I Only Want to Say) – 5:39
- The Arrest – 3:15
- Peter's Denial – 1:26
- Pilate & Christ – 2:57
- King Herod Song – 3:13

Kant vier
- Could We Start Again, Please? – 2:44
- Judas's Death – 4:38
- Trial Before Pilate – 6:47
- Superstar – 3:56
- Crucifixion – 2:40
- John Nineteen: Forty-One – 2:20

## Trivia
- Philip Toubus, die Petrus speelde, worstelde met zichzelf als acteur. Drie jaar na zijn rol in Jesus Christ Superstar veranderde hij zijn naam in Paul Thomas en werd hij een pornoster en regisseur.
- Tijdens de opname van de laatste scène liep er onverwacht een herder met schapen door het beeld. Jewison vond het een passend beeld en besloot de opname te gebruiken.
- De in de film gebruikte tanks waren Britse Centurions, die daarna werden gebruikt door het Israëlische leger.